# Розенмонтаг
Розенмонтаг (нем. Rosenmontag — «розовый понедельник») за день до «пепельной среды» — традиционное завершение  карнавального сезона,  начинающегося в Германии 11 ноября. Во многих населённых пунктах в этот понедельник проходят праздничные шествия, в которых принимает участие большое количество населения — Розенмонтагсцуг (Rosenmontagszug).

## Традиция
Празднование дня Пасхи является одной из самых древних традиций христианского мира. Важнейшим днём пасхальных торжеств является Пасхальное Воскресенье, которое представляет собой первое воскресенье после новолуния с наступления весны. Считается, что в этот день воскрес из мертвых Христос «смертию смерть поправ».
После празднования Розенмонтага наступает страстное время в жизни церкви, когда не отмечается никаких больших праздников, не происходит никаких больших событий.
К числу известных городов, в которых наиболее широко отмечается Розенмонтаг, относятся Дюссельдорф, Кёльн и Майнц. В этих и некоторых других городах, например во «франконской столице» — Нюрнберге, Розенмонтаг является фактически нерабочим и праздничным, хотя официально считается формально рабочим днём.

## Розенмонтагсцуг в Нюрнберге
В этот день некоторые центральные улицы города закрываются для движения. На пути следования карнавального шествия устанавливаются кареты скорой помощи, а на местах, где по прошлому опыту намечается наибольшее скопление зрителей, устанавливаются ограждения из полосатой ленты. Не принявшие участие в шествии, также надевают карнавальные костюмы или же вносят в свой гардероб детали, свидетельствующие об их участии в празднике. Демонстранты бросают в толпу конфеты.

## Галерея

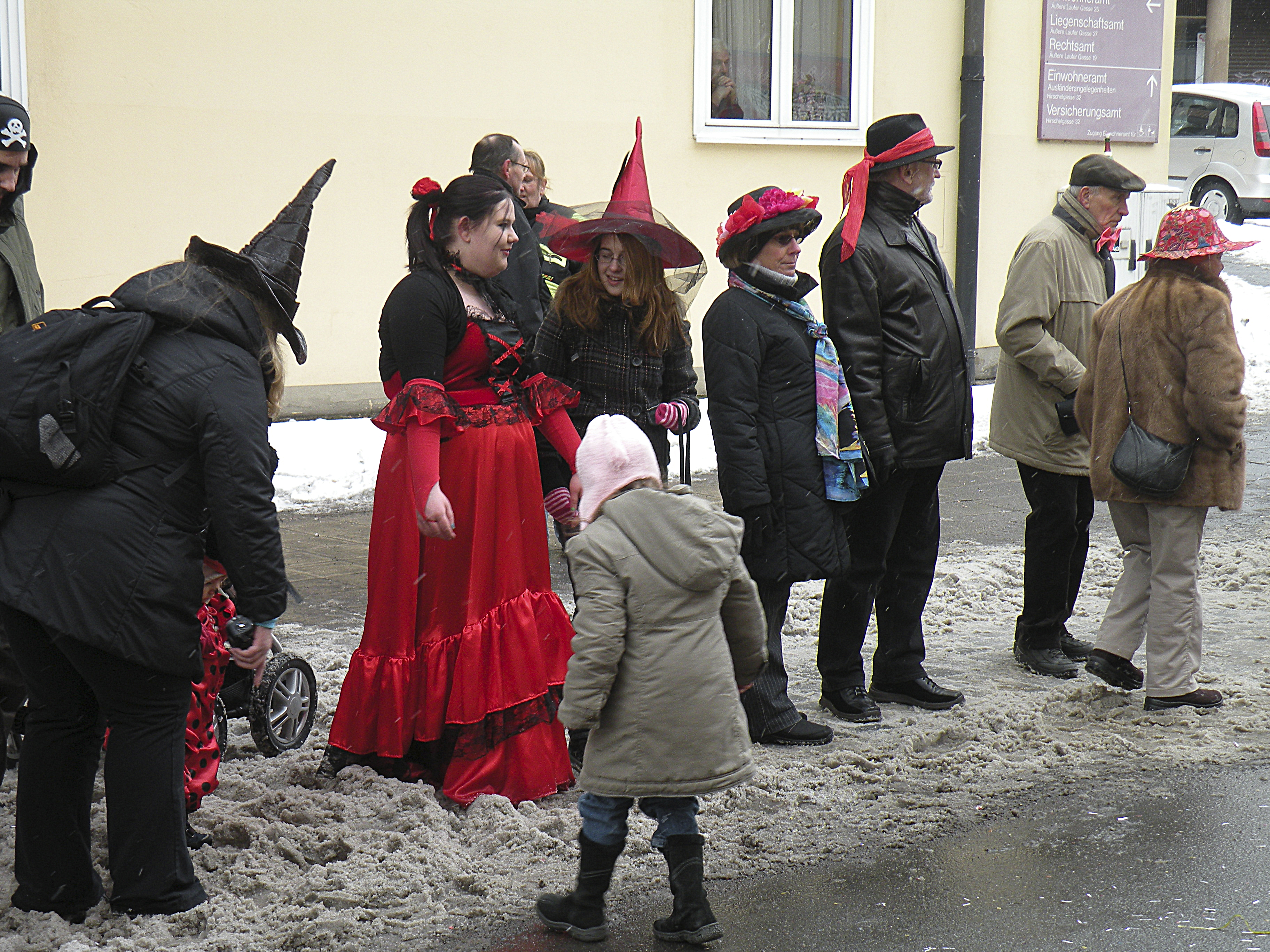
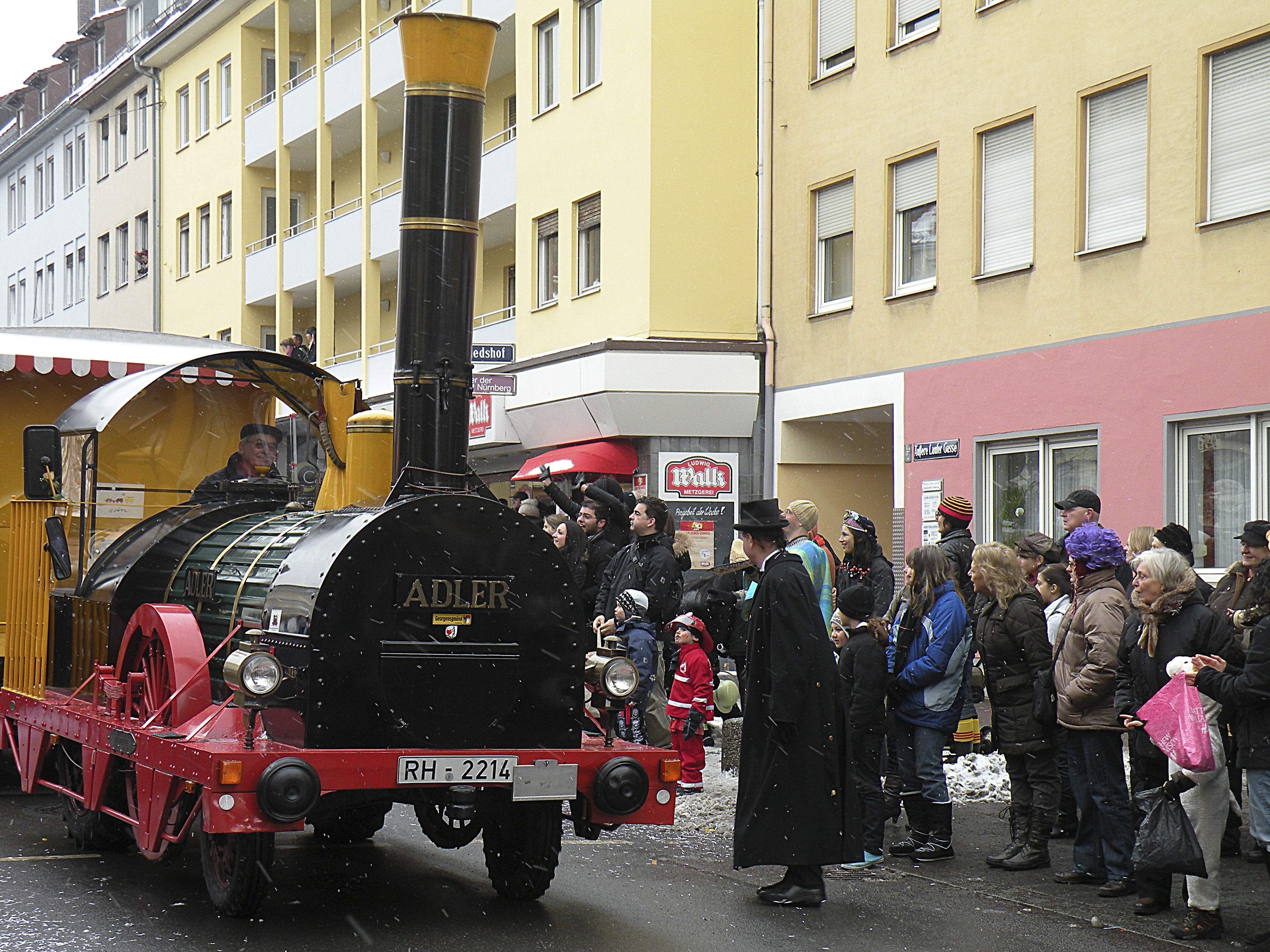
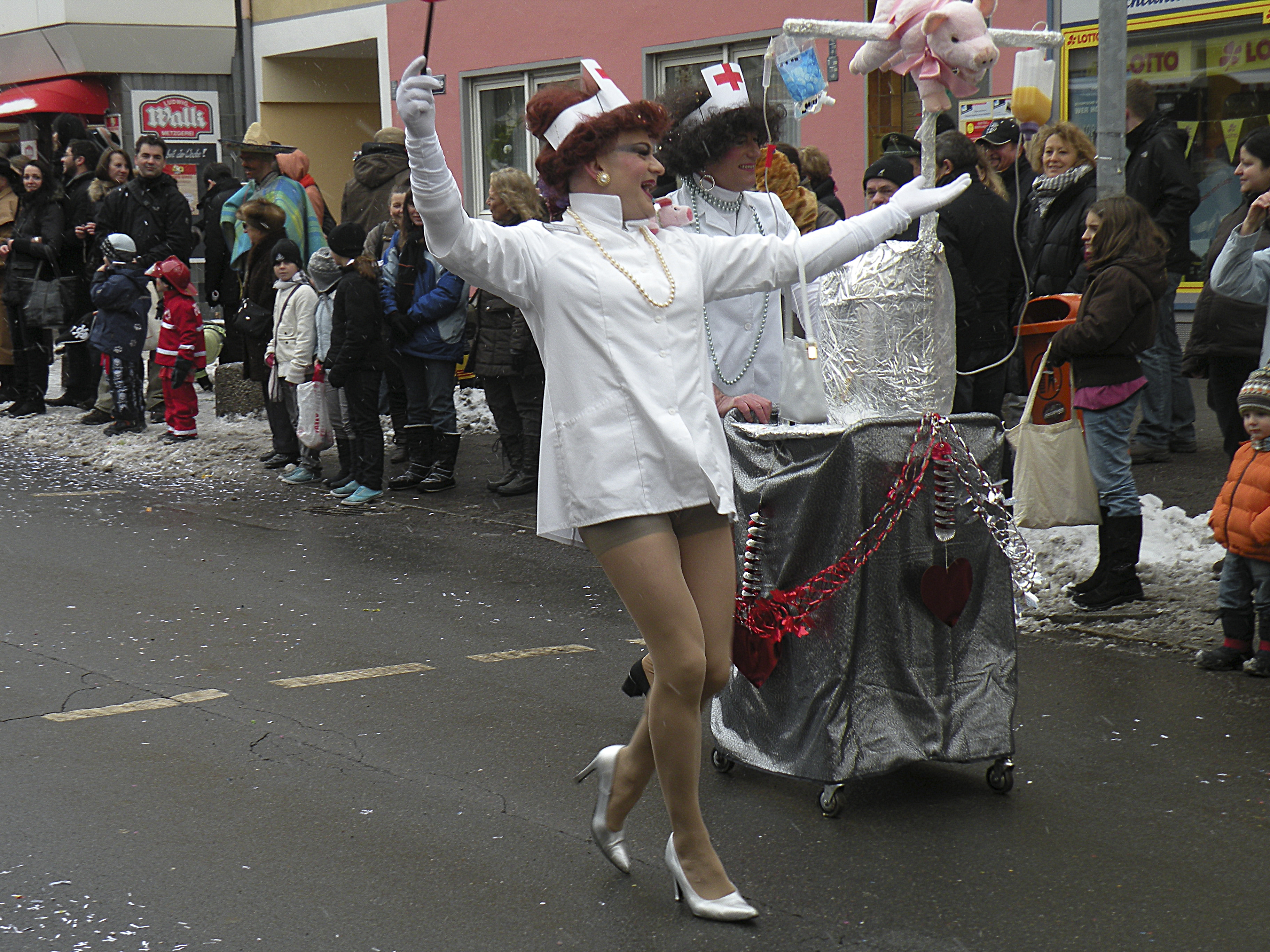
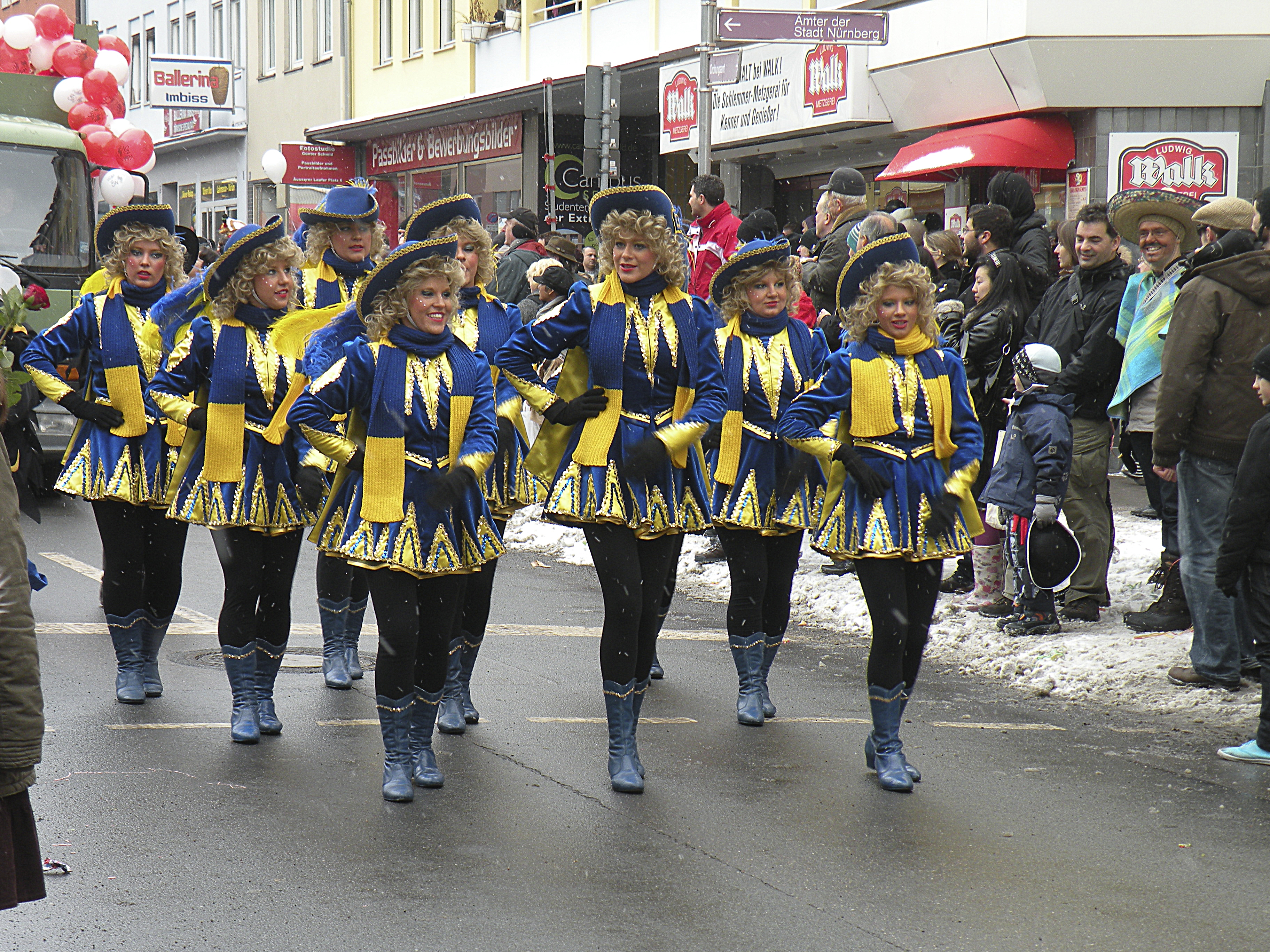
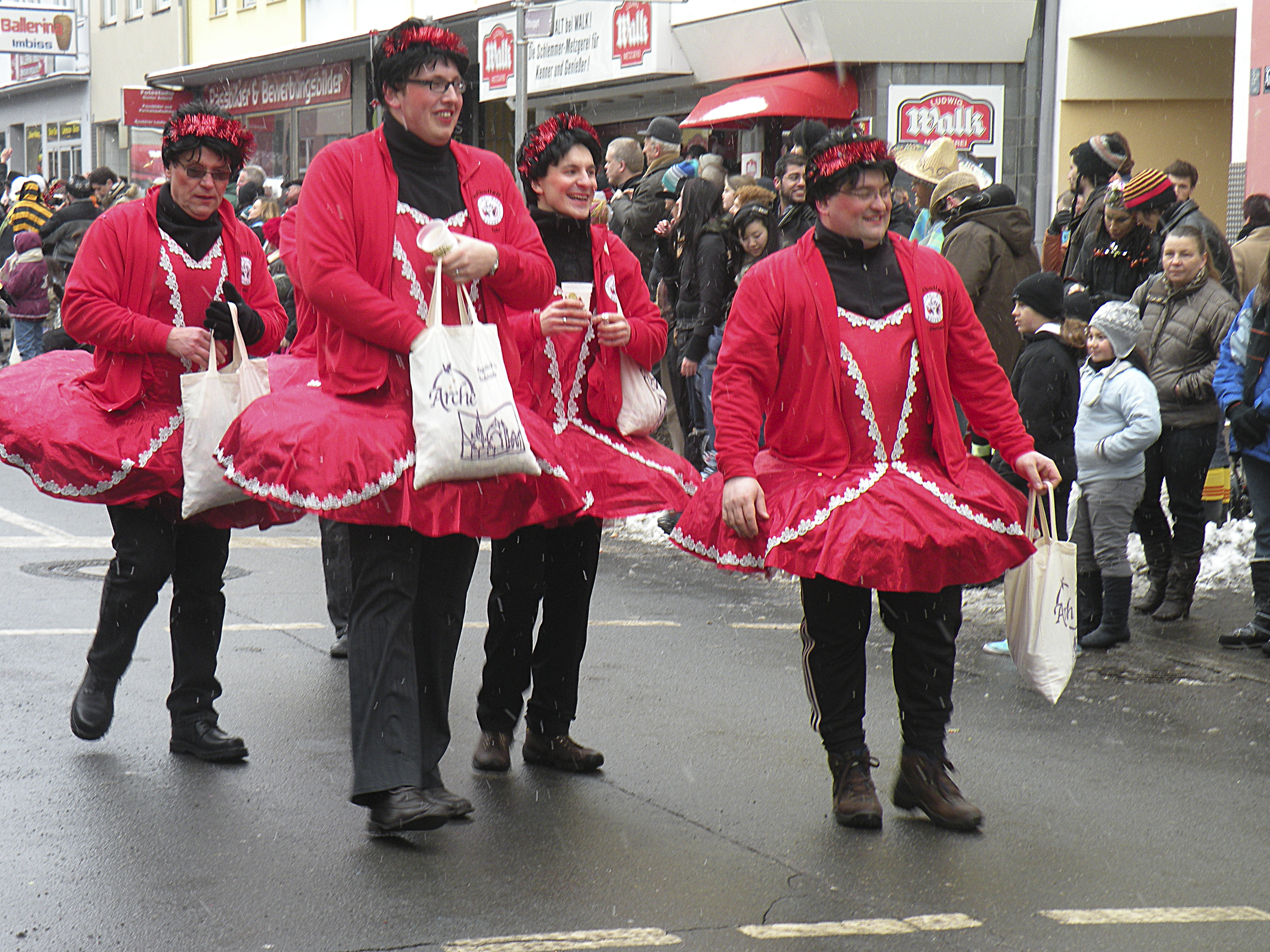
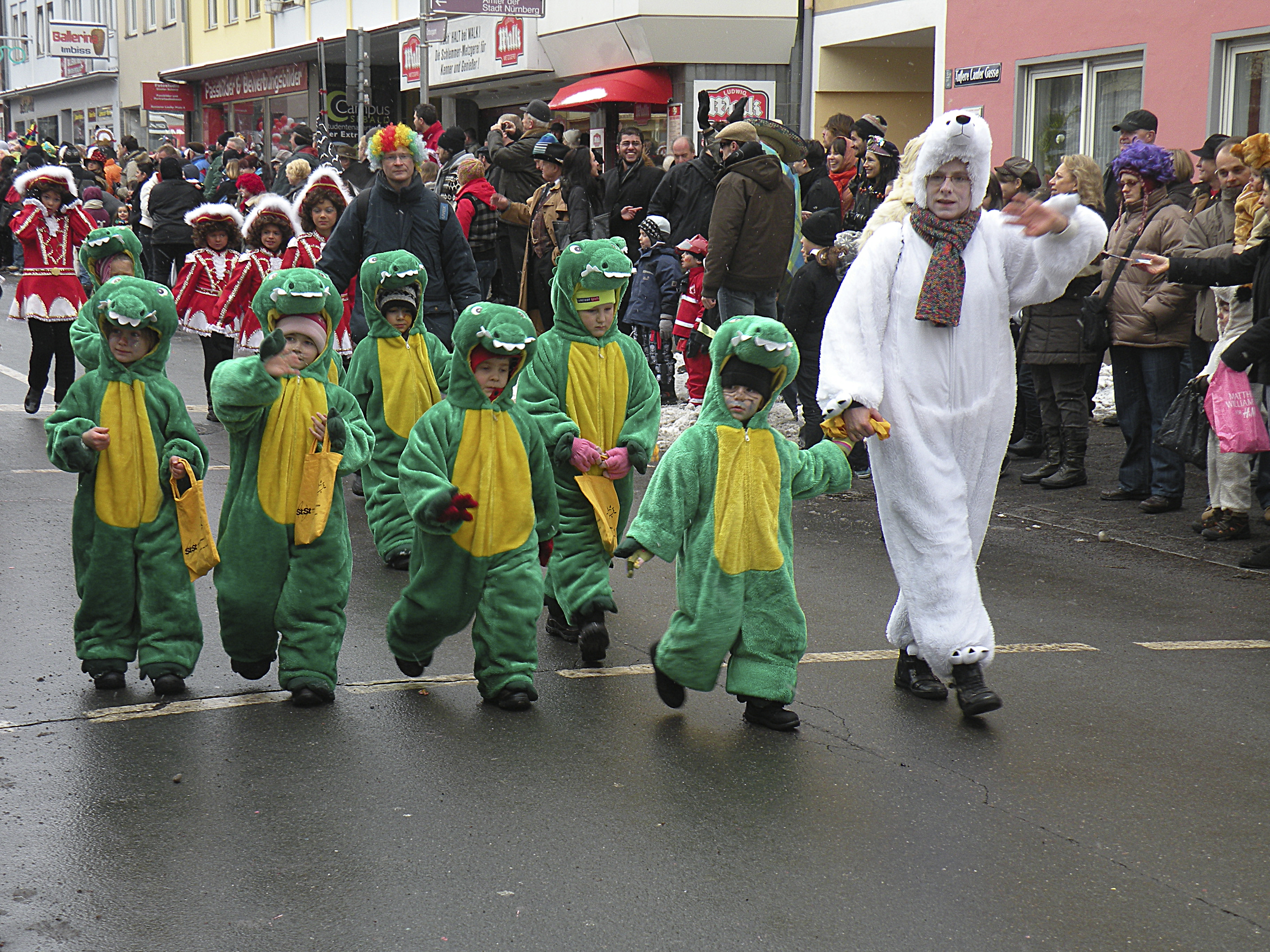
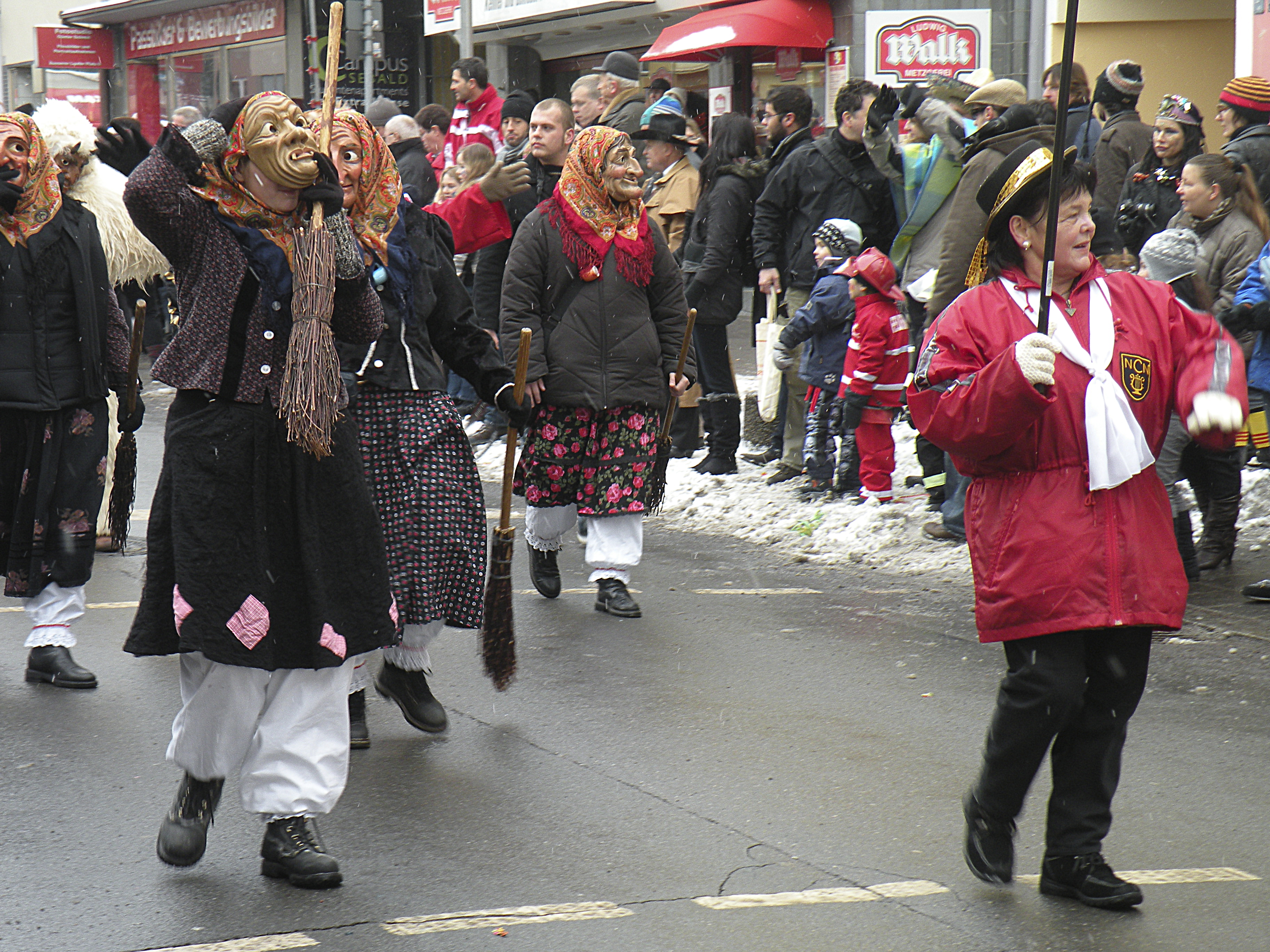
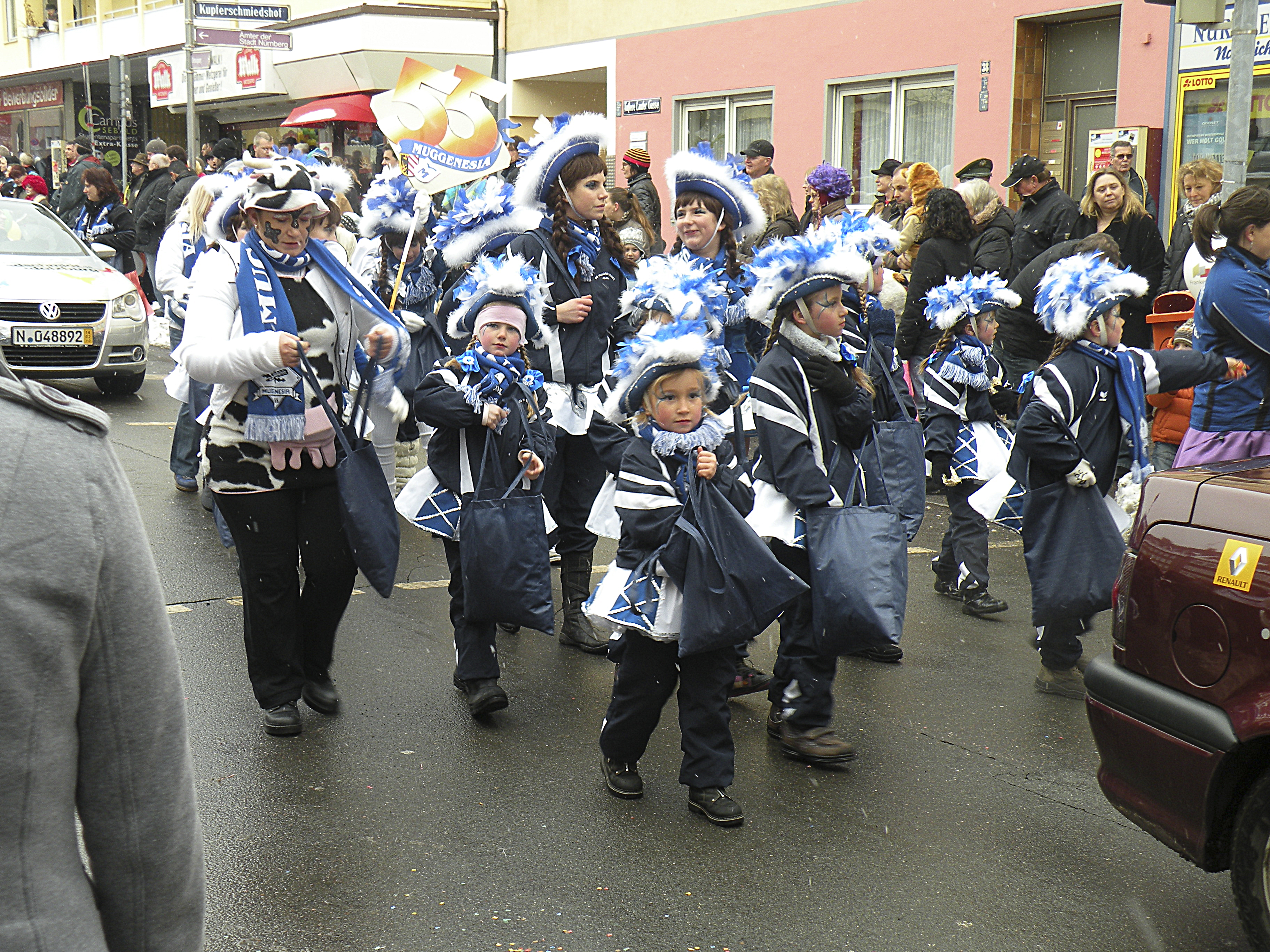
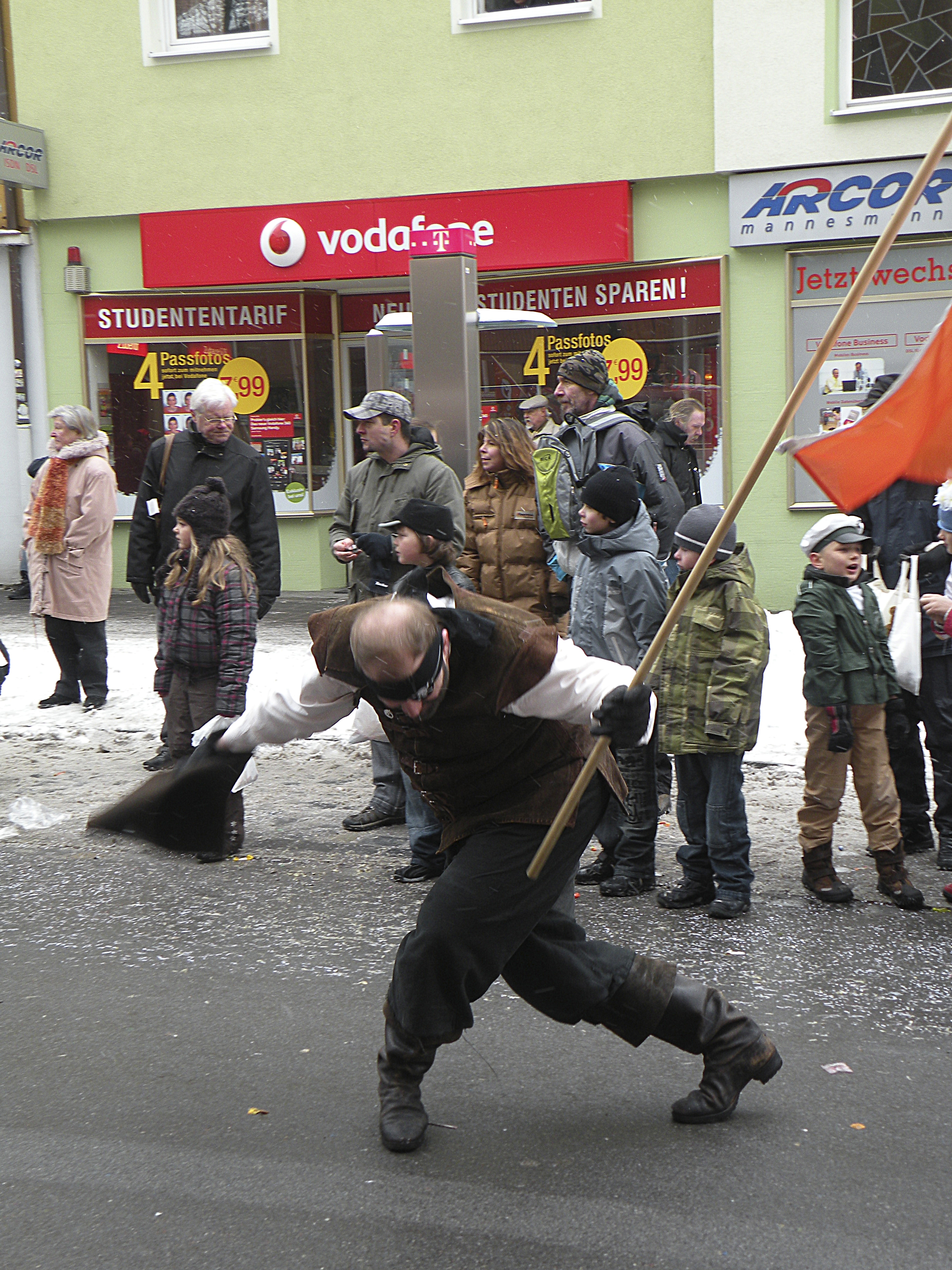
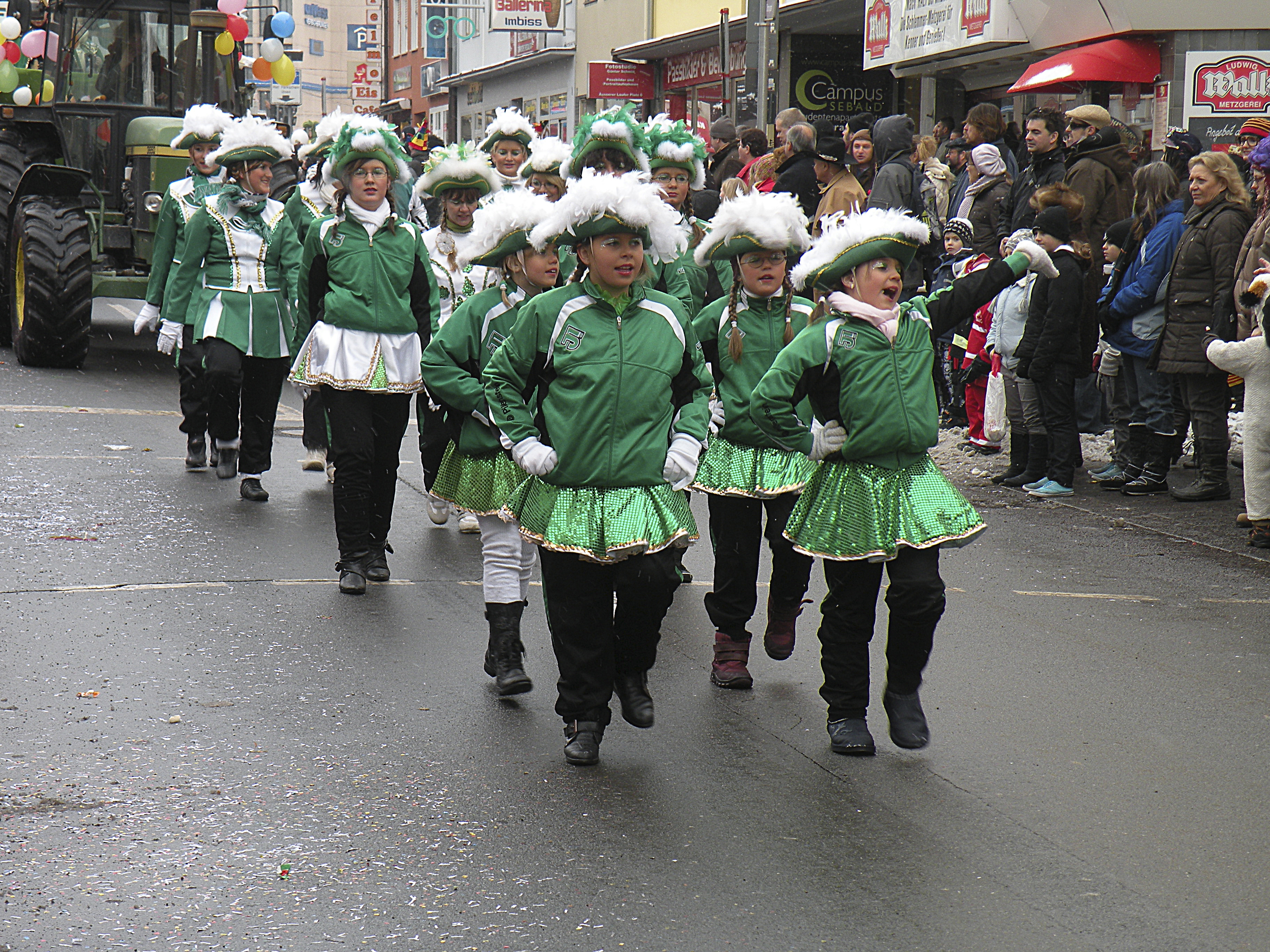